# ゆらぎ荘の幽奈さん
『ゆらぎ荘の幽奈さん』（ゆらぎそうのゆうなさん）は、ミウラタダヒロによる日本の漫画。『週刊少年ジャンプ』（集英社）において、2016年10号から2020年27号まで連載された。温泉下宿「ゆらぎ荘」を舞台に、幽霊や妖怪などの女の子たちをヒロインとしたラブコメディ。単行本の累計発行部数は350万部を突破している。

## あらすじ
霊に憑依されやすく、霊や妖怪を直接殴って除霊することができる冬空コガラシは、家賃無料の永住権を獲得するために、「ゆらぎ荘」に棲む地縛霊を成仏させるため引っ越してくる。しかし、その地縛霊は幽奈という女性だった。さらに、ゆらぎ荘には数人の個性豊かな女性たちが住んでいた。
かくして、コガラシの彼女たちとのドタバタ劇が巻き起こる妖下宿ゆらぎ荘の生活が始まる。

## 登場人物
作中では1年７ヶ月の時間経過があり、それに合わせて各キャラクターの年齢や学年も変化する。各キャラクターの誕生日、血液型、身長、体重、3サイズは、コミックス第24巻「皆のその後〜ゆらぎ荘 after hours〜」による。

### 主要人物
冬空 コガラシ（ふゆぞら コガラシ）
声 - 小野友樹
本作の主人公。
湯煙高校の1年4組（単行本9巻以降は2年4組）に在籍する少年で、霊や妖怪を直接殴って除霊することができる肉体派霊能力者。一人称は「俺」。右目が隠れるほどの長い前髪と、黄土色の瞳が特徴。充霊石の勾玉の首飾りを常に身に着けている。「ガチで」が口癖。誕生日は1月13日。血液型はAB型。身長174センチメートル、体重65.1キログラム。3サイズはB91-W74-H82。
生まれつき霊に憑依されやすい「霊媒体質」で、霊に体を乗っ取られてさまざまな奇行をさせられたため、幼少期から施設をたらいまわしにされあまつひの家でさくらと暮らしていた。さらにデイトレーダーの霊であるさくらの父に憑依され、株式投資の失敗でさくらが1000万以上の借金を背負うことになり、責任を感じて自分が借金を返すとさくらに申し出て野宿生活し、さくらの伯父の口座に自分が稼いだ金を振り込んでいる。中学1年の夏に6代目八咫鋼である魔境院逢牙に出会い、1年間の修行の末に逢牙をしのぐ霊能者に成長する。最大霊力値は1000万を超え、かつて餓爛洞から世界を救った超越者たちの中心的存在。戦い後に成仏した逢牙から秘術・錬成無極を伝授され、正式な7代目八咫鋼となる。
自身が助けたゆらぎ荘の大家から「除霊をしたら家賃無料」という条件を提示され、野宿生活から脱したいという思いからゆらぎ荘の204号室に入居する。
他者のためには種族や立場の区別なく行動できる優しさと度胸を備え、必要とあらばみずから汚名をかぶることもいとわない。霊であっても女は殴らないという信念をもっており、当初はそれが理由で幽奈の除霊を断念する。その生きざまは出会った多くの人物から評価され、特に女性陣の多くから恋愛感情を含めた好意を抱かれる。一方で、不可抗力で女性の裸を見たり体を押し付けられるなど性的なトラブルが絶えず、そのたびに制裁を受ける。入学当初は自身が霊能力者であることをクラスメイトに信じてもらえずに孤立するが、文化祭前日に誤解が解ける。
一般的な霊能者としての資質はとぼしいが、手足から繰り出される打撃は神級の存在をも打倒するほどの威力があり、防御結界も桁違いに頑丈。一方で、自身の霊媒体質が仇となり、術や呪いの影響を受けやすいという弱点もある。憑依してきた多くの名人・達人の霊たちから技術を叩き込まれた結果、スポーツ、料理などあらゆる分野においてプロ級の実力を得ており、借金返済のためのアルバイトにも活かされている。当初は憑依してくる霊たちを忌み嫌っていたが、やがて霊たちの供養のために教えられた技術を使うと考えを改める。白叡との戦いで、自身に憑依した幽奈の力を借りて霊装結界を発動させ、最大霊力値が3億超えの白叡と互角の実力を発揮する。霊子結晶で霊力が満タンになったときには白叡戦より最大霊力値が上がり、現在の霊力値は10億を超えている。
第1回キャラクター人気投票での順位は6位（543票）。第2回キャラクター人気投票での順位は10位（398票）。

湯ノ花 幽奈（ゆのはな ゆうな）
声 - 島袋美由利
本作のヒロイン。
ゆらぎ荘の204号室に棲む女子高生の地縛霊。一人称は「わたし」。享年16歳。白い髪のロングヘアと赤紫色の瞳が特徴の美少女で、死に装束のひとつである頭部の宝冠（三角布）と浴衣を基本的に着用しているが、服を着替えることは可能。赤系の肌を持つ血色のよい幽霊で、夏の陽射しに当たると日焼けしたりするなど、その生態はかなり生きている人間に近い。誕生日は11月7日。血液型はO型。身長153センチメートル、体重46.7キログラム。3サイズはB93(F)-W57-H88。
正体は天狐白叡が作り出した7体目の天狐幻流斎で、死後は記憶と本来の力を封じられていた。
愛想がよく礼儀正しい性格で、誰に対しても敬語を使う。初対面の相手ともすぐに打ち解けることができ、人を襲う概念をそもそも持っていないため、その存在や事情を理解した人たちからは怖がられることは殆どなく、コガラシの学校では一般生徒と同様の扱いを受けている（学校内では浴衣ではなく、制服であるセーラー服を着ている）。悪霊化することを危惧したコガラシからは特に気づかわれている。辻昇天の洩寛に強制成仏させられそうになったところを救われたことがきっかけで、コガラシに強い信頼と恋心を寄せるようになる。一方で、不可抗力でコガラシに裸身を見られたり触られるとパニックに陥り、ポルターガイスト現象でコガラシをぶっ飛ばしたあとに自己嫌悪に陥ることが多い。
自分の意志で透けたり触れたりを自由自在にコントロールできる（作中語で言う「幽体」「霊体」を使い分けている）。空中を浮遊したり、霊感のない一般人には姿が見えないなど幽霊らしい特性をもつが、人やものに直接触れたり、念力で動かすことができるので、一般人とも筆談を通しての意思の疎通ができ、見えない状態でも身体を実体化させれば、普通の人間でも触ることができる。こゆずの葉札術で作り出した、自身の身体の入れもの（レプリカ体）に憑依すると、一般人にも姿が見えるようになる。この身体の入れものに憑依している間は、脚を使っての移動や飲食ができ、気温の変化も感じられるようになるなど、ほぼ普通の人間と同じ状態になるが（逆に空中を浮遊したり、透けたりすることなどはできなくなる。また幽霊の状態のとき頭の上に出ている人魂は、身体の入れものに憑依している間は出てこない）、効力は約1日間の限定で、また特殊な葉札を使うため多用はできない（作中で実際に使われたのは3回だけ）。地縛霊でありながらゆらぎ荘の外でも自由に行動できるが、一度眠ると本人の意思とは無関係にゆらぎ荘に引き戻される。不気味な影の姿で写って怖がられるという理由から、写真撮影を苦手としている。
逢牙の襲撃から逃れる途中で、自身の過去を知るため天狐家を訪れたことをきっかけに、かつての記憶と力が復活。コガラシに憑依することで自身の力を貸し与え、白叡に勝利する。戦いのあとは、引き続き現世でコガラシたちと生活することを希望する。
第1回キャラクター人気投票での順位は1位（3112票）。第2回キャラクター人気投票での順位は1位（2919票）。

### ゆらぎ荘
仲居 ちとせ（なかい ちとせ）
声 - 原田彩楓
ゆらぎ荘の管理人で、13歳の少女姿のままで1000年近く生きている伝説の座敷童子。一人称は「私」。ゆらぎ荘最古参の住人で、温泉旅館だった「ゆらぎ庵」時代は仲居を務めていた。ダークブラウンのおかっぱ頭と、茶色い瞳が特徴。誕生日と血液型は不明。身長135センチメートル、体重34.5キログラム。3サイズはB66(A)-W49-H71。
温和ながらもゆらぎ荘最強と称される実力者で、座敷童としての特殊能力と元中居としての高い家事能力で、ゆらぎ荘内の秩序を保っている。その一方で「普通の学校生活」にあこがれており、コガラシたちには内緒で旧友が校長を務める近所の中学校に通学している。コガラシに対しては出会えた縁を幸運と評価しており、彼の普段からの至誠や人間性にも信頼を置いている。
自分や他者の幸運・不運に自由に干渉できる「運勢操作」という能力をもち、「運勢操作・招福（しょうふく）」で幸運を、「運勢操作・惹禍（じゃっか）」で不運を操作する。ただし、幸運には不運、不運には幸運と、操作した運勢とは反対の対価が発生するため、極端な幸運操作は禁物となっている。
中学の同級生のみっちゃんとまおちゃんには怖がられると思って正体を秘密にしていたが、のちに正体を知られ、同時にゆらぎ荘の住人にも学生生活を過ごしていることを知られる。
マロジュンの大ファンで、彼のグッズやチケット入手のためなら運勢操作の使用も厭わない。
第1回キャラクター人気投票での順位は9位（413票）。第2回キャラクター人気投票での順位は5位（513票）。

荒覇吐 呑子（あらはばき のんこ）
声 - 加隈亜衣
201号室に住む若い女性で、伝説の鬼「酒呑童子」の末裔である御三家の一角宵ノ坂の娘。ピンク色の長髪と緑色の瞳、眼鏡姿が特徴で、ゆらぎ荘随一のスタイルをもつ美女。物語開始時は22歳。一人称は「アタシ」。誕生日は10月13日。血液型はAB型。身長172センチメートル、体重61.3キログラム。3サイズはB105(I)-W62-H97。
ほがらかで楽天的な性格だが、酒を飲みながら全裸姿でゆらぎ荘内をうろつくなど良識に欠けている。コガラシの入居後はある程度ましになるが、依然として露出度は高い。コガラシを弟のように可愛がり、卑猥なしぐさと言動でからかったりする。その性格ゆえに、男性との交際に縁がないが悩み。
飲酒の量に比例して強さを高める宵ノ坂家の特性を受け継いでおり、かつては腕利きの妖怪退治屋として活躍していた。銘酒「鬼殺し」を1000本分摂取した「千升モード」となることで、最大霊力値約1億2000万の逢牙と互角の実力を発揮する。基本の戦闘スタイルは徒手格闘だが、頭部の角から強力な鬼火泡を放って攻撃することもできる。
高校2年のときに重傷を負ったことがきっかけで退治屋を廃業し、少女漫画誌「月刊マーマレード」の連載作家としてデビューする。普段は仕事を放って飲んだくれているが、入稿期限が近づくときっぱり酒を断ち、徹夜で原稿を仕上げる。その際は、コガラシやマトラを臨時アシスタントして半強制的に手伝わせる。
第1回キャラクター人気投票での順位は4位（685票）。第2回キャラクター人気投票での順位は6位（455票）。

雨野 狭霧（あめの さぎり）
声 - 高橋李依
202号室に住むコガラシの同級生で、誅魔忍軍に所属する少女。一人称は「私」。紫色の長髪と緑色の瞳、幽奈に匹敵する美貌とスタイルの持ち主。誕生日は6月24日。血液型はA型。身長163センチメートル、体重51.3キログラム。3サイズはB94(F)-W59-H88。
呑子の監視任務を兼ねて14歳からゆらぎ荘に居住している。性格は生真面目かつ厳格で、中学2年まで女子校育ちだったことから男性に対する免疫がなく、特に自分に言い寄ってくる男には厳しい態度を取る。一方で、そんな自分の性格に悩んだり、きれいな服を着てみたいといった年頃の少女らしい感性もある。当初は自分やほかの女性と性的なトラブルを起こすコガラシを強く嫌悪するが、何度も危機を救われたことで無自覚な好意を抱いていく。
誅魔忍軍のなかではエース級の実力者で、一族由来の霊具と忍術を駆使した戦闘を得意とする。最大霊力値は約2000。幼少期からたゆまぬ修業を重ねることで、雨野流誅魔忍術奥義「叢時雨（むらしぐれ）」「小夜時雨（さよしぐれ）」「暴雨（はやさめ）」「雨蛟龍（あめのみずち）」「八岐雨蛟龍（やまたのみずち）」「雨禁獄（あめきんごく）」を駆使し、霊装結界も習得している。また、独自の新たな技として「雨滴穿石（あめのしたたりいわをもうがつ）」を編み出す。コガラシからは実力を高く評価されているが、上位の霊能者や妖怪には敵わず敗北することも多い。
酌人から実質的な人質となる形で政略結婚を申し込まれたことでコガラシへの恋心を自覚し、誅魔の里で酌人を撃破した後、勢いで告白する。また、そのことを他のコガラシに恋する女性5人にも律儀に伝える。
第1回キャラクター人気投票での順位は3位（1677票）。第2回キャラクター人気投票での順位は3位（1433票）。

伏黒 夜々（ふしぐろ やや）
声 - 小倉唯
203号室に住む猫神に憑依されているコガラシより1歳年下の人間の少女で猫らしい耳と尻尾をもつ。物語開始時は中学２年生から中学3年生になる間の春休みだったが第4話から中学3年生で9巻から湯煙高校の1年3組に在籍する。青緑色の短髪で、金色の瞳が特徴。「う」が口癖。誕生日は3月28日。血液型はAB型。身長150センチメートル、体重43.8キログラム。3サイズはB78(C)-W54-H83。
口数や感情表現にとぼしいが、根は心優しく素直な性格。猫らしい習性と高い運動能力の持ち主で、高所で日向ぼっこを楽しんだり、食欲旺盛で特に魚には目がない。コガラシに対しては、ヤマメの塩焼きを作って貰ったり彼の猫神や霊に対する至誠を認識してからは信頼し、懐くようになる。
憑依している猫神との距離が離れると、運動能力が常人並みになる。福猫祭りには毎年参加しており、蠱惑的な動きで強烈に引き付け華麗にいなすことで猫神たちからは人気が高い。ほかの猫神たちとも仲がよく、同時複数体召喚といった芸当もできる。
第1回キャラクター人気投票での順位は8位（442票）。第2回キャラクター人気投票での順位は9位（401票）。
シラタマ
声 - 大地葉
夜々に憑依している猫神であり、普段は夜々の中で眠っている。巨大な白猫で3本の尾が生えており、人語は話せない。
夜々を気に入っており、美味しいヤマメの塩焼きを振るってくれたコガラシのことも気に入っている。夜々以外の人の気配を消してもらうことも可能で、一般人には見えなくなる。霊装結界に似た術も使える。他者の負傷を治癒する能力をもつが、消耗した霊力の回復まではできない。
第1回キャラクター人気投票での順位は21位（7票）。第2回キャラクター人気投票での順位は22位（18票）。

信楽 こゆず（しがらき こゆず）
声 - 春野杏
一人前の変化タヌキになるため、山から人里に修行に訪れた化け狸の女児。10歳→11歳。毛先が茶色い黄土色の短髪と、同じく黄土色の瞳が特徴。一人称は「ボク」。誕生日は4月6日。血液型はB型。身長125センチメートル、体重31.5キログラム。3サイズはB57-W43-H65。
千紗希のようなスタイルの女性になりたいと思い、研究のために千紗希の部屋にあるすべてのぬいぐるみに妖術を仕込んでいたが、子どもゆえの分別のなさと直行ぶりから怪奇現象としか見られず、コガラシに一喝されて反省。一連の騒動後にゆらぎ荘に転居し、ちとせと同じ管理人室に住む。ゆらぎ荘の住人たちとの関係は良好で、ときどき遊びに来る千紗希を特に慕うようになる。葉っぱを用いて最長1日間だけ、物体を別のものに変化させることが可能。千紗希とは深い絆で結ばれており、簡単に取り憑けた。
第1回キャラクター人気投票での順位は10位（162票）。第2回キャラクター人気投票での順位は11位（273票）。

神刀・朧（しんとう・おぼろ）
声 - 小松未可子
玄士郎の従者兼お目付け役を務める男装の美女。白い短髪と赤紫色の瞳が特徴で、刀の鍔を眼帯代わりに左目に着けている。一人称は「私」。誕生日は9月7日。血液型は不明。身長151センチメートル、体重44.3キログラム。3サイズはB81(C)-W54-H80。
正体は玄士郎の異母姉で、先代黒龍神の尾から生まれた神刀。名前の「神刀」は、姓のように思われがちだが、神属の刀であることを表す二つ名に当たるものである。
生まれながらに龍雅家と異母弟・玄士郎への忠誠を誓わねばならない宿命を背負っており、体の一部を鋭利な刃に変化させ、自在に空間を跳躍して闘う。玄士郎を一蹴したコガラシに興味を抱き、異母弟を裏切り強い龍雅家を作るためにコガラシの霊力を引き継ぐ子を身籠るべく、ゆらぎ荘の205号室に転居してくる。最大霊力値は約3万。
人間界の一般常識には疎く、羞恥心も欠けているために、たびたびコガラシに夜這いや肉体的接触をかけ迫ってくる。コガラシからはホワイトデーにひとりだけマナーの書籍を贈られており周囲と同様にその行動を深刻視される。女子力が高い千紗希を「師匠」と呼び慕い、コガラシを籠絡する方法を学ぼうとする。当初はただ子を産むためだけにコガラシに迫っていたが、ゆらぎ荘での生活を経て本心から好意を抱くようになり、コガラシに再戦を挑んだ玄士郎の一芝居によってそれを自覚する。
コガラシに恋する他の5人の女性に全員が幸せになれる方法として、ゆらぎ荘をコガラシの大奥とすることを提案するが、幽奈以外からは断られる。
第1回キャラクター人気投票での順位は5位（563票）。第2回キャラクター人気投票での順位は7位（443票）。

雨野 雲雀（あめの ひばり）
声 - 井上ほの花
狭霧の同級生の従妹で、同じく誅魔忍軍に所属している。一人称は「私」。群青色の長髪と瞳が特徴。誕生日は8月7日。血液型はB型。身長154センチメートル、体重45.1キログラム。3サイズはB80(C)-W56-H81。
狭霧とは対照的に明るく社交的だが、感情の起伏が激しく冷静さに欠ける。狭霧とは姉妹のように仲がいい一方で、容姿や実力など多くの面で自分を上回る狭霧に劣等感を抱いている。驚いた時等に「うきゃぁ」と叫ぶ事が多い。
しのび祭りの際、「交際している彼氏がいる」という見栄を張るために、夏休みのバイト行脚で誅魔の里を訪れていたコガラシを恋人役に指名し、自身を励ましてくれたコガラシに本気の恋心を抱く。やがてコガラシを追ってゆらぎ荘の206号室に移り住み、コガラシのクラスメイトとして湯煙高校に編入してくる。狭霧とは違ってコガラシに積極的に迫るも、肝心な場面でドジやミスを犯し、気持ちの空回りが続く。千紗希を最大の恋のライバルとして認識している。
水色で縞々模様のパンツを愛用しているが、これは小学生のころに狭霧から「自分の下着は全部無地だが、雲雀の下着は柄があって洒落ている」と褒められたことで、幼い趣味であると自覚しながらもつい選んでしまうとのこと。
コガラシに振られたショックで一度実家に帰るが、開き直ってコガラシへの求愛を続けることを決める。コガラシへの強い想いで完全な霊装結界を身につける。
第1回キャラクター人気投票での順位は7位（537票）。第2回キャラクター人気投票での順位は4位（664票）。

### 湯煙高校

#### コガラシのクラスメイト
宮崎 千紗希（みやざき ちさき）
声 - 鈴木絵理
コガラシと同じクラスの女子生徒。一人称は「アタシ」。ヘアピンをつけたカーディナルレッドのミディアムヘアーと、青緑色の瞳が特徴。誕生日は2月23日。血液型はAB型。身長155センチメートル、体重47.3キログラム。3サイズはB93(F)-W58-H89。
モデルにスカウトされるほどの美しい容姿とファッションセンスに加えて、気立てもよく料理上手という才色兼備。校内の男子たちからはアイドル視され人気を集めているが、母親から「男子はみんなオオカミ」と教えられており、恋愛には奥手で警戒心が強い。自分の回りで起こる霊現象の解決を依頼したことでコガラシと接点をもち、当初は警戒しながらも次第に好意を寄せるようになり、雲雀と幽奈に自身の気持ちを打ち明ける。芹と紫音からはコガラシとの恋を応援される。霊や妖怪に対する偏見はなく、ゆらぎ荘の住人たちとも良好な関係を築いていく。こゆずに憑依されることで幽奈が見えるようになる。狸憑きの最大霊力値は500。憑依の名残で、こゆずが憑依していなくても幽霊が見えるようになる。
修学旅行の2日目に流禅と春夢の力による予知夢を見て、酌人が霊能力封じの水晶玉でコガラシの霊能力を封じようとしているのを幽奈に伝え、コガラシが霊能力を失い幽奈が成仏してしまう悲しい未来を回避する。コガラシに恋する他の女性5人からも感謝され、修学旅行最終日にコガラシと2人きりで観覧車に乗せてもらい、コガラシから下の名前で呼んでもらえるようになり、彼を名字から「コーくん」の愛称で呼ぶようになる。
ゆらぎ荘の外が舞台となった第4話から登場する。彼女はゆらぎ荘に住んでいないので、学校のエピソードでの登場頻度が高い。異能も持たない。非ゆらぎ荘メンバーの中で、ジャンプ・アニメ版・ゲーム版の全ての公式サイトで主要キャラクター紹介にクレジットされている唯一の人物である。
第1回キャラクター人気投票での順位は2位（1859票）。第2回キャラクター人気投票での順位は2位（2092票）。

兵藤 聡（ひょうどう さとし）
声 - 本橋大輔
コガラシの同級生の男子生徒。黒い短髪。誕生日は9月30日。血液型はA型。身長176センチメートル、体重67.5キログラム。3サイズはB87-W76-H84。
転入時の自己紹介で周囲に引かれたコガラシとも普通に接する性格。千紗希や狭霧などの美少女の情報をまめにチェックし、女性に囲まれるコガラシの環境をうらやむなど、思春期の男子らしい感性をもつ。自分もコガラシの女運にあやかろうと策を弄するも、常に失敗して制裁を受ける。性欲がからまなければ、基本的には好青年。
トゥインクルスの大ファン。
第1回キャラクター人気投票での順位は21位（7票）。

柳沢 芹（やなざわ せり）
声 - 大地葉
コガラシの同級生の女子生徒で、かつては仙石中学校の先代番長を務めていたスケバン。一人称は「アタシ」。千紗希とは付き合いの長い親友同士。ロングヘアーの黒髪。誕生日は9月19日。血液型はA型。身長165センチメートル、体重51.7キログラム。3サイズはB84(C)-W61-H87。
男性的な口調と好戦的な性格が特徴で、友人を馬鹿にした人間には怒りをあらわにする。兵藤によく鉄拳制裁をくわえている。紫音からは「芹姐さん」と呼ばれ慕われている。中学3年に進級したころに兵藤と千紗希の中学に転校してきた。転校してきた当初は相当荒んでいたが、千紗希と友人となってからは丸くなった。気風と面倒見がよく、男子にも隠れた人気がある。千紗希のコガラシに対する想いを知っており、その恋を応援する。
第1回キャラクター人気投票での順位は19位（11票）。

葦田（あしだ）
声 - 菅原慎介
コガラシの同級生の男子生徒。千紗希に惚れている。金色の短髪。当初は霊能力者を自称するコガラシを中二病あつかいする。臨海学校での肝試しのとき誤って封じられた妖怪（声 - 杉崎亮）を目覚めさせて窮地に陥るが、コガラシに助けられたことで、感謝とこれまでの非礼を詫びる。
文化祭では舞台劇『人魚姫』の王子役を務める。
別所（べっしょ）
声 - 坂泰斗
コガラシの同級生の男子生徒。黒い短髪と太い眉毛が特徴。葦田とは同じ中学出身であり、演劇部だった。
臨海学校の肝試しでは葦田とペアになり、葦田とともに妖怪に襲われたところをコガラシに助けられる。
文化祭では舞台劇『人魚姫』の監督を務める。

雨野 雲雀（あめの ひばり）

#### 1年3組
轟 紫音（とどろき しおん）
声 - 富田美憂
芹の後輩の女子生徒。初登場時は仙石中学校の13代目番長で、のちに湯煙高校に進学する。リーゼント頭で眉毛なしの風貌だったが、不良をやめて普通の女の子に戻りたいと思い、千紗希に容姿の改造を依頼する。金髪のロングヘアーで、瞳の色は赤紫色。スカジャンを着用している一方で、クマの柄がプリントされたパンツを穿いている。誕生日は2月8日。血液型はO型。身長145センチメートル、体重41.5キログラム。3サイズはB75(A)-W53-H76。
芹から千紗希がコガラシに片想いしていることを聞かされ、千紗希への恩を返すためコガラシと千紗希を結ばせようと努力する。同時に、自身もコガラシに強い憧れを抱くようになる。中学時代の悪名が原因でクラスメイトからは恐れられるが、木から降りられなくなった猫を助けたことで夜々やなずなの友人となる。
第2回キャラクター人気投票での順位は14位（101票）。
伏黒 夜々（ふしぐろ やや）

日暮 なずな（ひぐらし なずな）
夜々の中学からの親友の女子生徒。ロングヘアー。湯煙高校七不思議の被害に遭うことが多い。
第2回キャラクター人気投票での順位は19位（27票）。

#### 教職員
夢咲 春夢（ゆめさき はるむ）
声 - 石見舞菜香
2年4組の担任教師で、サキュバスの血を引く半妖の女性。短い黒髪だが、前髪は両目を覆うほど長い。25歳。誕生日は10月2日。血液型はAB型。身長160センチメートル、体重51.4キログラム。3サイズはB96(G)-W60-H93。
他者に卑猥な呪いをかける魔眼の持ち主で、普段は誤って呪いをかけないよう、魔眼封じのコンタクトを着用している。母親から夢魔と向き合っても耐えられる男を伴侶に選ぶように言われているが、相手に呪いをかけることを恐れてコンタクトを外せないうえに男性との話しかたも分からないため、いまだに交際経験はない。誅魔忍軍ストアの愛好者でもある。
第1回キャラクター人気投票での順位は14位（49票）。第2回キャラクター人気投票での順位は12位（248票）。

### 誅魔忍軍
雨野 狭霧（あめの さぎり）

浦方 うらら（うらかた うらら）
声 - M・A・O
狭霧の同級生で、同じ誅魔忍軍に所属する。一人称は「ウチ」。黄土色の短髪が特徴。式神の使い手で、任務では狭霧の補佐役を務める。誕生日は11月29日。血液型はB型。身長150センチメートル、体重42キログラム。3サイズはB78(B)-W56-H78。
流暢な関西弁で、非常に口が回る。相手の迷惑もかえりみず調子に乗る欠点はあるが、根は友達思い。堅物で周囲から浮きがちな狭霧を友人として気づかい、狭霧を変える可能性のあるコガラシに期待を寄せる。恋愛話が大好きで、コガラシの話題を引き合いに狭霧や雲雀をからかうこともある。
第1回キャラクター人気投票での順位は19位（11票）。第2回キャラクター人気投票での順位は23位（15票）。
雨野 雲雀（あめの ひばり）

雨野 時雨（あめの しぐれ）
狭霧と雲雀の祖母で、2人からは「おばば様」と呼ばれている。一人称は「ワシ」。八咫鋼の継承者であるコガラシを雨野家に引き込もうと、狭霧と雲雀に「コガラシを籠絡し婿に迎える」という長期任務を命じる。
宵ノ坂醸之介には激しい嫌悪感を抱いており、最終的に孫の狭霧を宵ノ坂の嫁に出すことを拒む。

巴（ともえ）、葉月（はづき）
誅魔忍軍に所属していて、雲雀の友達。失恋した雲雀を気づかう。霊装結界はまだ習得していない。
宵ノ坂による誅魔の里の襲撃の際には、霊子結晶を探し出し、白叡戦で消耗したコガラシの霊力を回復させる。
第2回キャラクター人気投票での順位は、巴が21位（20票）。

### 御三家

#### 宵ノ坂
宵ノ坂 酌人（よいのざか しゃくひと）
宵ノ坂家の次男で呑子の弟。狭霧の婚約者。一人称は「ボク」。クセの強い関西弁風の口調で話す。誕生日は5月5日。血液型はB型。身長183センチメートル、体重73.7キログラム。3サイズはB102-W78-H87。
誇り高く勇猛な女性が好みで、そんな女性をはずかしめ屈服させることに快楽を見出すサディスト。最大霊力値は約500万。
天狐白叡の事件の資料に載っていた狭霧に一目惚れし、父親・醸之介と一緒に政略結婚を画策する。露見した宵ノ坂家の企みに反発する狭霧を躾と称していたぶろうとしたが、霊装結界の新しい使い方を編み出し磨いてきた狭霧が放った、「雨滴穿石」に自身の霊装結界を突破され敗北する。以降は、狭霧を含むゆらぎ荘の住人たちに対し、密かに自分で復讐を果たすことを思い描きながらも、他の外敵から護るような言動が見られるようになる。最終戦では父親を裏切ってゆらぎ荘の住民の仲間になる。

宵ノ坂 醸之介（よいのざか じょうのすけ）
宵ノ坂の現当主で、呑子や酌人らの父。男手ひとつで子供たちを育てた。一人称は「私」。口調は酌人と同様、クセのつよい関西弁風。髪型はオールバック、フレンドリー・マトンチョップススタイルの髭を蓄え、スーツを着こなすなど、外見は紳士然としている。逢牙には最大霊力値約1000万と偽り、餓爛洞討伐戦にも参加しなかった。
酌人と狭霧の結納の席で、宵ノ坂家の鬼の血を至上と考える発言をくり返し、固めの盃では宵ノ坂家への絶対服従を狭霧に誓わせようとする。実は、政略結婚の本当の狙いは、狭霧を実質的な人質とすることで、天狐家との戦いの傷が癒えていないゆらぎ荘の超越者たちを一網打尽にすることにあった。盃を邪魔した雲雀に躾と称して鬼火砲をくらわせようとする。そのため時雨からは「下衆」と激しく嫌悪されている。
霊力値6000万の状態でゆらぎ荘の住人たちを圧倒するが、誅魔忍軍が全世界から集めた霊子結晶で霊力を満タンまで回復した上、幽奈に憑依されさらに霊力の上がったコガラシに一撃で倒される。
その後も、宵ノ坂家の面子を守るために八咫鋼と幻流斎への強い復讐心を燃やしており、限界を超えて自分を強化するために禁術に手を出したり、そのまま行方不明になったりしているとの様子が酌人から伝えられる。コガラシに憑依して彼の肉体を盾に取ってゆらぎ荘の住人に復讐をしようとするが息子・酌人に裏切られゆらぎ荘の住人達によってコガラシが解放されて彼に倒された。

#### 天狐
天狐 白叡（てんこ びゃくえい）
天狐の始祖。長髪で、眼鏡をかけている男性。一人称は「私」。かつては世人のために働く真面目な人物だったが、死病に侵された娘の幻を不老不死とするために餓爛洞の術に手を出した結果、ゆがんだ人格に変貌していった。研究の一環として、幻の複製体である7体の天狐幻流斎を生み出すが、失敗作である彼女たちには愛情を抱いていない。通常時の霊力値は約500万。
餓爛洞を取り込んだ際の最大霊力値は3億以上になり、霊装結界の使用も可能になる。幽奈が憑依したコガラシと激戦を繰り広げている隙をつかれ、幽体離脱した幻に餓爛洞の術を解除されたことで不死の特性が失われ、身体が灰となって消滅する。

天狐 幻（てんこ まほろ）
白叡の娘で、天狐幻流斎のオリジナル体。霊能力者としては父をも超える逸材だったが、先天性の死病で余命いくばくもない身であった。病の進行を防ぐため白叡によって封印されていたが、100年以上をかけて封印を破る。幽体離脱して白叡の霊体に接続しすべての餓爛洞の術を解除する。自身の複製体である幻流斎たちのことは妹のように思っている。幽奈の幸福に救いを感じており、コガラシと幽奈に感謝し消滅する。コガラシたちによって、父とともに天狐家本家のある異界に墓標を立てられる。

天狐 幻流斎（てんこ げんりゅうさい）
白叡が生み出した幻の複製体。全部で7体が製作されたが、いずれも不老不死にはなれなかったため失敗作とされていた。
100年前につくられた2体目の幻流斎は牢で育てたせいか節度がまるでなく、帝都に餓爛洞を落とした。
3体目以降からは天狐家の者に育てられ、白叡からは術の指導のみを受け、たまに旅行などに連れて行ってもらえたりもした。そのかいあって100年前のような暴走は起きなくなったが、他者の霊魂を収集することへの抵抗が生まれ、餓爛洞の術を覚えようとしなくなったことで、忌み名による強制支配を受けて餓爛洞を育て上げさせられた。
古今東西を見通し、因果の改竄までも成し得たとされる大霊能力者と流禅が語っていたのは、幽奈とは別の個体。生前の最大霊力値は約730万。
7体目の天狐幻流斎（生前の幽奈）は忌み名による強制操作をも防ぐ術をみずから編み出し制御不能になり、6体目までが育て上げた餓爛洞を引き継ぐこともせず最期まで白叡に反抗したまま死亡した。
湯ノ花 幽奈（ゆのはな ゆうな）
7体目の天狐幻流斎。

天狐 流禅（てんこ りゅうぜん）
世界各地を修業して回っている女性占術師。一人称は「僕」。誕生日は3月31日。血液型はA型。身長171センチメートル、体重56.3キログラム。3サイズはB88(D)-W63-H90。
「魔眼ラプラス」で世界のすべて見渡す力をもつが、情報量が膨大すぎるのが難点。目標はこの技術をより高めて天狐幻流斎に肉薄すること。生前の幽奈について占い、その正体を探る一助となる。
星流神社で幽奈と再会し、幽奈の正体が天狐幻流斎であることを知る。
第1回キャラクター人気投票での順位は17位（14票）。
ヌース
流禅の式神。流禅が魔眼ラプラスで視た現在を分析し、現在をもとに過去と未来を演算し、欲しい答えを授けてくれる。本体には数年前の世界をもとに過去と未来を計算させ続けており、20年くらい前までならさかのぼれる。

天狐 雪崩（てんこ なだれ）
天狐家の現当主の少年。一人称は「僕」。誕生日は3月21日。血液型はA型。身長161センチメートル、体重55.4キログラム。3サイズはB88-W67-H74。
物心つく前から修業をさせられ続けたその実力は、霊装結界をまとった酌人を一撃で倒すほど。最大霊力値は一族随一である300万程度に達する。
天狐家の長老たちから、八咫鋼の継承者であるコガラシを倒すこと、幻流斎である幽奈を封印すること、東西戦争にも決着をつけることを命じられる。そこで、ミリアを操って、ゆらぎ荘の住人を若返りの水で幼児退行させて弱体化させ、巨大な霊撃でゆらぎ荘ごと吹き飛ばして一掃しようとした。しかし、充霊石に吸われた霊力を取り戻したコガラシを前に苦戦を強いられ、時間を稼ぐことで最大霊力値を超える霊力に肉体が霊子化し崩壊しかけたコガラシを相手に一時は形勢逆転するが、最後は幽奈の憑依を受け入れたコガラシに殴り倒される。
本心ではゆらぎ荘の排除には反対しており、抹殺対象である住人たちを幼児化で無力化することで手打ちにしようとしていた。自身の敗北で任務失敗となるが、その後の巨大流星の霊が地球へ衝突する危機を、八咫鋼の力で食い止めたことでコガラシの有益性を長老たちに認めさせることに成功する。

頬白 凛々愛（ほおじろ りりあ）
雪崩の部下。誕生日は12月23日。血液型はO型。身長154センチメートル、体重47.2キログラム。3サイズはB92(F)-W58-H86。
ふだんはギャル風の女子高生であり、雪崩に恋している。最大霊力値は30万以下。凛々愛をときめかせないと出ることができない有利な異法結界に閉じ込めることで、コガラシを助けたい幽奈たちの足止めを図る。しかし、若返りの解呪を阻む霊装結界が解けた狭霧・かるら・雲雀らから聞かされたコガラシへの恋の鞘当て合戦を、ライバルの多い雪崩に対する自身の悲恋と重ね合わせることでときめいてしまい、足止めに失敗する。

岸 朝霞（きし あさか）
雪崩の部下。誕生日は7月20日。血液型はA型。身長165センチメートル、体重53.3キログラム。3サイズはB93(F)-W61-H92。
ふだんは競泳部の部活に打ち込む女子高生であり、雪崩に恋している。最大霊力値は30万以下。朝霞に競泳で勝たないと出ることができない異法結界を敷いて、霊力で存分に強化した泳ぎで、ゆらぎ荘住人たちの足止めを図る。しかし、運勢操作を駆使したちとせの泳ぎに敗れ、足止めに失敗する。敗北後、ちとせの運勢操作の反動で現れた半裸の雪崩の姿を見て、赤面・卒倒する。
ゆらぎ荘と天狐家との戦いののち、ハワイ旅行招待を賞品とした、霊能力やあらゆる術の使用を認める霊力全開運動会型の異法結界をマトラとともに企画・作成し、各種競技対決で大活躍してゆらぎ荘の面々とも打ち解ける。

#### 八咫鋼
魔境院 逢牙（まきょういん おうが）
6代目八咫鋼で、コガラシの師匠の女性。長い黒髪と緑色の瞳、左頬の傷跡が特徴で、幽奈たちに勝るとも劣らない体型の持ち主。一人称は「アタシ」。軍服風の霊装結界を常時纏い、勾玉の首飾りを身につけている。誕生日は8月1日。血液型はO型。身長172センチメートル、体重62.4キログラム。3サイズはB104(I)-W61-H98。
男勝りな性格からコガラシに地獄のような修行を課していた一方で、弟のようにかわいがっていた。
約100年前の餓爛洞との戦いで命を落としたが、霊体となって悪霊退治を継続していた。3年前の餓爛洞戦時の最大霊力値は約1000万だったが、さらなる鍛錬の末に約1億2000万まで数値を高めている。
コガラシが八咫鋼の秘術を完全に会得してくれた時一度成仏したが、餓爛洞がまだ健在であることを知り、秘術を託したコガラシの危機を強く感じたから、コガラシには内緒で現世に戻り調査を進めていた。幽奈と天狐幻流斎の霊波紋が餓爛洞と一致したことから、幽奈を始末しようと襲いかかり、幽奈を守ろうとするコガラシたちとも敵対する。コガラシを一撃で失神させるが、ほかの仲間たちの妨害に遭い、千升モードとなった呑子との激戦で霊力の9割9分を消耗し、霊子結晶で最大霊力の1割を回復させる。
白叡戦後は、自身の誤解で幽奈たちを襲撃したことを謝罪し、自身が来たことが原因で壊れた建物・設備の修繕費や呑子が消費した千升分の酒代を立て替える。ゆらぎ荘の仲間と暮らすコガラシが孤独ではないと安堵し、未練が晴れて皆が見守るなか成仏する。
第1回キャラクター人気投票での順位は17位（14票）。

冬空 コガラシ（ふゆぞら こがらし）
7代目八咫鋼。

### 霊能力者・妖怪・神属

#### 西軍
宵ノ坂 醸之介（よいのざか じょうのすけ）
西軍総大将。

宵ノ坂 酌人（よいのざか しゃくひと）

緋扇 かるら（ひおうぎ かるら）
声 - 雨宮天
京の妖怪を束ねる大天狗の娘。茜色の長髪に金眼、豊満なバストが特徴。一人称は「わらわ」。誕生日は4月17日。血液型はAB型。身長151センチメートル、体重45.5キログラム。3サイズはB92(F)-W54-H84。
普段は高飛車で威圧な態度と言葉づかいをしているが、実際は純真で極度の照れ屋。2年前の抗争に乱入したコガラシの強さを目の当たりにして以来、熱烈な恋心を寄せている。部下たちの前では本心を知られないようにコガラシを付け狙うふりをしているが、自室にコガラシの写真や抱き枕などの自作グッズを大量に持ち込んでいるなど、その行動はストーカーと化している。
さまざまな古術を現代に蘇らせている天才で、幽奈たちの一斉攻撃を一蹴する実力をもつ。言語化された思念を聞き取ることができる「他心通（たしんつう）」、この世のどこでも見られる「天眼通（てんげんつう）」、空間転送術の「神足通（じんそくつう）」といった神通力が使用できる。最大霊力値は約3万。
コガラシをこけし化してさらい、支離式の儀の呪いをかけて服従させようとするが、幽奈に呪いを破られて敗北する。さらに自身の他心通が狂ったことで、周囲に自身の恋心を知られ、肝心のコガラシからも振られる結果となる。それでもコガラシへの想いをあきらめきれず、今度はコガラシのバイト先であるファミリーレストランのウェイトレスとなり、正当な手段でコガラシの心をつかもうと努力する。
第1回キャラクター人気投票での順位は11位（149票）。第2回キャラクター人気投票での順位は8位（431票）。

巳虎神 マトラ（みこがみ マトラ）
声 - 藤原夏海
かるらの幼なじみである、鵺の半妖の少女。ベージュの短髪と群青色の瞳、褐色肌とかるらに匹敵するバストサイズが特徴。一人称は「アタシ」。常に棒付き飴を咥えている。誕生日は10月10日。血液型はO型。身長171センチメートル、体重60.5キログラム。3サイズはB101(H)-W63-H95。
強者との戦いを最大の楽しみとする戦闘狂で、京妖怪最高戦力とされる怪物。さらにかるらから教えられた他心通を使うことで、相手の心理を先読みすることができる。かるらを「おひいさん」と呼び、その身を案じている。
初登場時は呑子や朧を一蹴し、屋敷に侵入した狭霧と雲雀を同時に圧倒するが、酒を5合呑んで力を高めた呑子との再戦で完敗する。この戦いで呑子をよきけんか仲間と認識するようになり、漫画のアシスタントも務めるようになる。
第1回キャラクター人気投票での順位は16位（24票）。第2回キャラクター人気投票での順位は13位（176票）。

緋扇 我流駄（ひおうぎ がるうだ）
かるらの父で、西軍の幹部。かつては勇猛で容赦のない性格だったが、関ヶ原の戦に乱入したコガラシの圧倒的な強さに心を折られ、2年後の現在も腑抜けたままとなっている。現在は緋扇学園理事長。
スズツキ
かるらの側近の雀天狗。かるらの命令で、ヤツデ葉札を使った変化の術でコガラシをこけしに変化させる。かるら同様、他者の心を聴く他心通を習得している。
夜々と猫神たちに敗北しアラマキに追い詰められるものの、かるらには絶対の忠誠を誓っており、かるらの命令を命がけで守りぬく。
逢牙が急襲した際は、転送術で幽奈たちを必死にサポートする。
三羽鴉（さんばがらす）
スズツキと行動をともにするかるらの家来。実力はかるらやマトラには遠くおよばずとも鴉天狗では十指に入る手練れ。シラタマとの戦いでは、シラタマに敗北するものの彼を霊力切れまで追いつめる。

#### 東軍
天狐 雪崩（てんこ なだれ）

頬白 凛々愛（ほおじろ りりあ）

岸 朝霞（きし あさか）

葛城 ミリア（かつらぎ ミリア）
声 - 山下七海
妖狐の女児。狐耳と5本の尻尾が特徴。一人称は「私」。11歳。誕生日は5月15日。血液型はA型。身長126センチメートル、体重31.7キログラム。3サイズはB69-W42-H67。
東京在住。変化の腕はこゆずと互角。狸憑きの最大霊力値は300。霊波紋がそっくりであるという理由から、幽奈が生前の天狐幻流斎と同一人物だと認識する。父は東軍の幹部であり、天狐幻流斎の霊を利用して一族の悲願である天狐一族入りを果たそうと、ゆらぎ荘を訪れる。自分が知る幽奈の生前の記憶を伝えようとするが、御三家の人間であるコガラシと呑子がいることに気づくと、自身の手にあまる事態になるとして断念する。
逢牙の襲撃時は、幽奈たちを天狐家の門に案内する。白叡戦後、天狐家に取り入るために幽奈たちを利用しようとしていたことを打ち明けるが、特に罰せられることもなく受け入れられる。
第2回キャラクター人気投票での順位は16位（75票）。

#### 龍雅家
龍雅 玄士郎（りゅうが げんしろう）
声 - 細谷佳正
信濃の龍雅湖を統べる神霊「黒龍神」が人間の若い男性に変化した姿。一人称は「余」。誕生日は8月18日。血液型はO型。身長192センチメートル、体重85.6キログラム。3サイズはB114-W86-H95。
種族を問わず自分の妻にふさわしい霊力を持つ美女を探しており、湯煙町で出会った幽奈を見初め、強引に居城である龍雅城に連れ去る。
美男だが好色で傲慢な性格。精神年齢も非常に幼いが、誅魔忍が総出でも敵わないほどの強者。幽奈の救出に現れたコガラシを人間と侮り倒そうとするが、女性を私有物のようにあつかう態度に怒ったコガラシに一撃で敗北する。その後、修行を欠かせば嫁探しは禁止と釘を刺され、極龍洞に半年籠って極龍如水を会得。コガラシとの再戦では善戦するも、再度敗北する。最初は単にコガラシへの復讐のみを考えていたが、コガラシの人柄や朧の楽しげな近況を知ると気が変わり、戦いついでに朧の籠絡作戦実行を家臣たち（声 - 柳田淳一）に認めさせるため一芝居を打つ。戦闘後は朧に好きに生きるよう伝え、自身は修行を再開する。

玄士郎の母
声 - 小松奈生子
先代黒龍神の妻で、玄士郎の実母。本名不詳。腹違いの朧を我が子のようにかわいがっており、朧からも「御前さま」と呼ばれ慕われている。朧に玄士郎と龍雅家の未来を託す。
神刀 朧（しんとう おぼろ）

#### 猫神
猫神の長老（ねこがみのちょうろう）
猫神の長である大柄な老猫。コガラシと幽奈に、猫たちと遊んでくれたお礼に「ネコになってみたい」という願いを叶え、猫のミミ、トラと心を入れ替える。術を解くには長老自身が眠る必要がある。
サブロウ
声 - 坂泰斗
人語を話す三毛の猫神。夜々が小学生のころに出会い、夜々に憑依している猫神の名前が「シラタマ」だと教えた。夜々からコガラシのことを色々聞いており、福猫祭りで彼と出会う。コガラシが攫われた際は、夜々の頼みでコガラシ救出作戦に協力する。
アラマキ
声 - 武虎
乱暴者の猫神。一人称は「俺」。以前人間である夜々にじゃらされたことを屈辱と感じ、以来夜々を目の敵にしていた。福猫祭りではサングラスで自分の視覚を封じて夜々に勝負を挑むが、コガラシにサングラスをはじかれ、夜々にじゃらされて敗北。夜々と和解する。
コガラシが攫われた際は、夜々の頼みでコガラシ救出作戦に協力し、スズツキを追い詰める。
シラタマ

#### その他の霊能力者
辻昇天の洩寛（つじしょうてんのせっかん）
声 - 山本格
「救沌衆降魔僧（ぐどんしゅうごうまそう）」のひとり。一人称は「拙僧」。昇天陣で幽奈を強制成仏させようとしたが、コガラシに阻止されぼこぼこにされた。その後、大量の弟子を引き連れてゆらぎ荘の住人を一掃しようとするが返り討ちにあい、ちとせの運勢を操る術で娘と和解し、礼を述べて帰っていく。
チンネン
辻昇天の洩寛の弟子のひとり。ちとせの運勢を操る術でジョニーズに合格し、僧侶をやめる。

如月 姫沙羅（きさらぎ きさら）
女性霊能力者。もう来ないと言われていた心霊ブームを再び巻き起こした超有名人。霊能力者としてはまだ三流で、霊と話ができるだけで悪霊や妖怪と戦うことはできない。コガラシと雲雀を自称霊能力者だと思っていた。
夜叉鮟鱇から雲雀を身を挺して庇おうとしたが杞憂に終わり、コガラシが一撃で夜叉鮟鱇を倒すのを目の当たりにして、とてもついていけないと自覚する。その後、ロケで飛ばされる心霊スポットの危険度は増す一方となったが、どうにかこうにか生き延びているという。

漸玖狼（ザクロ）
御三家に匹敵するほどの実力の持ち主の男性。一人称は「俺様」。裏世界の武術大会では逢牙に勝利するも、コガラシに死闘の末敗北した。ツンデレで「餓爛洞に喰われたら俺様が世界を支配出来ないから協力するだけ」と言いつつコガラシ達に協力した。超越者の1人に数えられており、3年前の餓爛洞戦ではコガラシを庇い消滅したかと思われたが、結局消滅せずに済んだ。その後も逢牙やコガラシと魔界の邪神を倒したり、平行世界の崩壊を止めたりしていた。平行世界で嫁を見つけ、平行世界に残る。

### その他の霊的存在
愛海（あみ）
声 - 小原好美
褐色肌の若い女性の地縛霊。泰久とは恋人同士であり、海に落ちた泰久を助けようとして命を落とした。やっと会いにきた泰久をボコボコにし、想いを伝えて成仏する。
泰久（やすひさ）
声 - 小林裕介
若い男性の地縛霊。愛海とは恋人同士であり、30年ほど前にオートバイの運転を誤って海に転落し命を落とした。自分のせいで愛海を死なせてしまったことに罪悪感を感じ、愛海に会うのが怖くて会えずじまいだったが、コガラシに背中を押され愛海と会い成仏する。
双六の精霊（すごろくのせいれい）
「妖怪双六」の天の声。無事にゴールした副賞として、コガラシ、狭霧、こゆず、朧、雲雀の5人を桃源郷に招待して消える。
魔王（まおう）
「デザイアクエスト」のラスボス。勇者とは時を巻き戻す能力者（セーブができる）ということに気付き、セーブする前に勇者を魔王城に幽閉することにし、勇者の兵藤をさらって幽閉した。兵藤の記憶から、コガラシ、幽奈、雲雀の情報を読み取り、コガラシが女と呪いに弱いことを知る。誅魔忍軍の雲雀が苦戦するほどの強さを持ち、雲雀の「セクシーハリケーン」をくらっても倒されなかった。相手を石化させることもできる。
えっちな美女に迫られ続ける幻覚「ハーレームーン」をコガラシにかけて苦しめるが、幽奈と雲雀の「聖なるぱふぱふデュオ」で目覚めたコガラシに一蹴される。
さばげぇの精霊（さばげぇのせいれい）
「妖怪ウォーターガンサバイバルゲーム」の天の声。双六の精霊の姉妹。
ついすたぁの精霊（ついすたぁのせいれい）
「妖怪ツイスター」の天の声。

さくらの父
デイトレーダーの霊。小学生のコガラシに憑依して為替で稼いでいたが、目標金額に到達したところで成仏してしまい、送金ができないままアラートが暴落して、娘のさくらが1000万以上の借金を背負ってしまうことになる。

### 一般人

#### ラフィーネ女学院
白露 蓮華（しらつゆ れんげ）
高等部2年生で生徒会長。ロングヘアー。白露グループ会長の孫娘にして生粋の令嬢。容姿端麗な上物腰も気品に溢れ全校生徒の憧れと尊敬を一身に集める存在だが、周囲の期待に応えなければという義務感からくる重圧に深く悩んでいる。気晴らしに興味本意で行った交霊術で呼び出した動物霊が原因で、学院に怪現象を引き起こしてしまい、ピンチに陥ったところをコガラシと幽奈に助けられた。少々高慢なイメージを持たれているが素顔は気さくで接しやすい、恋に恋する普通の少女。
第1回キャラクター人気投票での順位は13位（104票）。第2回キャラクター人気投票での順位は17位（41票）。
森野 古湖乃（もりの ここの）
高等部1年生で生徒会書記。ショートヘアー。幼なじみの千紗希を通して、学院内で起こる怪現象の調査をコガラシと幽奈に依頼する。崇拝の域に達するほどに蓮華に憧れを抱いているが、その気持ちが蓮華を追い詰めていることを知り反省する。

#### その他
宮崎 日和（みやざき ひより）
声 - 日笠陽子
千紗希の母親。36歳→37歳。ポニーテールにまとめたカーディナルレッドの頭髪と、青緑色の瞳が特徴。実年齢に合わない若々しい美貌と豊満なスタイルをもち、主婦業と仕事を両立させる良妻賢母。誕生日は5月14日。血液型はAB型。身長165センチメートル、体重57.1キログラム。3サイズはB106(I)-W64-H98。
夫は海外に単身赴任中だが仲は良好で、千紗希からは理想の女性像として目標とされている。
学生時代に男たちから言い寄られ辟易した経験から、千紗希には男を遠ざけるように教育してきた。一方で、千紗希の想い人であるコガラシに興味をもち、恋のライバルが多いことを楽しむそぶりを見せる。夏休みに自宅に泊まりに訪れたこゆずを気に入る。
第1回キャラクター人気投票での順位は12位（131票）。第2回キャラクター人気投票での順位は15位（85票）。

羽良嶋 累（はらしま るい）
声 - 渡辺優里奈
呑子の漫画の担当編集。短い黒髪で、前髪で右目が隠れている。呑子の1歳年下の女性。誕生日は9月25日。血液型はA型。身長168センチメートル、体重52.4キログラム。3サイズはB83(C)-W60-H89。
学生時代は呑子に憧れと親近感を抱いていて、呑子の漫画の読切も全部スクラップしていた。呑子の漫画の人気を陰から支える立役者で、呑子とは固い信頼で結ばれている。
第1回キャラクター人気投票での順位は21位（7票）。

勉（つとむ）
声 - 相馬康一
ちとせが通う中学校の校長で、ちとせとは古くからの友人。白髪で、眼鏡をかけている。数十年前は歯の抜けた悪ガキだった。ちとせを「ちとせ姉」と呼んでいる。
みっちゃん、まおちゃん
声 - 鈴代紗弓（みっちゃん）、大野柚布子（まおちゃん）
ちとせが通う中学校の同級生たちで友人の少女。2人ともお化けが苦手。
みっちゃんはツインテールで、髪の色が黄土色、瞳の色が茶色で八重歯が生えている。
まおちゃんはロングヘアーで、髪の色と瞳の色が黒紫色。
不良2人組（声-菊池幸利、秋葉佑）に絡まれていたところを助けてくれたコガラシを、かっこいい人と評する。
中学2年からは、ちとせを「ちーちゃん」と呼ぶ。ちとせの後をつけてゆらぎ荘にたどり着き、ちとせの正体が妖怪であることを知るが、ちとせを怖がることなく受け入れる。

馬場（ばば）、田村（たむら）
月刊少女マーマレードの編集部勤務。両想いになりできちゃった結婚する。
アズサ
仙石中学校のナンバー2の少女。ロングヘアーで眉毛を剃っており、マスクを付けている。紫音を敵視しており、不良仲間を引き連れて紫音の後輩を人質にとり、紫音を痛めつけようとするが、救出にきたコガラシの強さに戦意喪失し逃走する。
野々田（ののだ）
湯煙温泉卿フェス実行委員会会長。髪はオールバックの中年男性。ちとせの大恩人で、人外であるちとせの戸籍取得などに尽力した。フェスを盛り上げてくれた参加者たちに、湯煙温泉卿の旅館ならどこでも泊まれるペア御宿泊券を贈呈する。
トゥインクルス
ツインテール、ロング、ショートヘアの3人の美少女アイドル。ライブで一番大切なことは客を楽しませることと信じており、そのためならやれることはなんだってやる。湯煙温泉卿フェスでは観客を盛り上げる。
第2回キャラクター人気投票での順位は、ツインテールが18位（33票）、ロングが20位（23票）、ショートが28位（5票）。
北条 マキ（ほうじょう マキ）
トゥインクルスの女性プロデューサー。ショートヘアー。「ダイビングハート」の作詞・作曲を手掛ける。始めは湯煙温泉卿フェスに出場しようとした地元の高校生たちを見下していたが、幽奈たちのパフォーマンスを見て絶句し、これまでの非礼を謝罪する。

マロジュン
ジョニーズ〜WOKASHI（をかし）〜の麻呂本（まろもと）。左目の下にホクロがあり、言葉の語尾に「おじゃる」をつけている。ちとせが彼の大ファン。

さくら
あまつひの家の職員の女性。小学生のコガラシに優しく接してくれていた。父の1000万以上の借金を背負うことになるが、伯父が肩代わりしてくれた。コガラシからの借金返済の申し出を断っているが、コガラシから伯父の口座に一方的に振り込まれている。コガラシからゆらぎ荘で皆と暮らしている写真が送られ、楽しくやっていると安堵する。

星野 またたき（ほしの またたき）
呑子の在宅アシスタントを務めるマンガ家の卵。星野またたきはペンネームで本名不詳。呑子に憧れている。

## 用語

### 場所・建物
ゆらぎ荘（ゆらぎそう）
かつては「ゆらぎ庵」という名前の温泉旅館だったが、数年前に学生の遺体が発見される事件が発生し、その後の怪奇現象（ポルターガイスト現象など）のため潰れたという。しかし、もともと当時のゆらぎ庵は廃業予定の旅館であり、そこに幽奈が居ついたことで心霊旅館（心霊スポット）として繁盛していた。
現在はちとせが管理人の賃貸アパートになっており、初期費用ゼロ、保証人不要、即日入居可能。食費1万5000円で朝夕の二食付き。家賃は月千円。温泉も入り放題。
宿舎規則（しゅくしゃきそく）
ゆらぎ荘が下宿になった際、当時の女将が取り決めた鉄の掟。アニメ第2話で登場。逆らった者は恐ろしい不幸に見舞われるという。勝負方法はゆらぎ荘に古くから伝わる伝統競技・温泉卓球ダブルス一本勝負で、敗者は勝者の意に従わなければならない。

湯煙温泉郷（ゆけむりおんせんきょう）
本作の主要舞台。とある地方都市「山上市」（後述の湯煙高校の表札より、市名の読みは不明）の山裾に位置する湯煙町にある温泉街。アニメ第1話および原作の描写では観光客でそれなりに賑わっている様子。
湯煙高校（ゆけむりこうこう）
コガラシたちが通う市立高校。アニメ第3話冒頭のコガラシの登校シーンで登場した正門の表札の標記によれば正式名称は「山上市立湯煙高校」。制服は男子は学ラン、女子は紫がかった色のセーラー服。進級によるクラス替えはない。
ユノワール
湯煙温泉郷にある温泉レジャーランド。いわゆるスパリゾート。ウォータースタイダーもあり、水着で温泉に入る。
湯煙町立図書館（ゆけむりちょうりつとしょかん）
町にある公立図書館。GW中の臨時スタッフ募集で、コガラシはここでアルバイトしていた。赤点を取った雲雀がここでテスト勉強していた。
Yukemuri Grill（ゆけむりグリル）
コガラシのアルバイト先のファミレス。アニメでは、第1話でワンカット登場した看板に名前が書かれており、千紗希がここでアルバイトしている。原作では、店名は出ないがたびたび登場しており、コガラシに近づくためかるらが新人アルバイトとして入店してくる。

龍雅湖（りゅうがこ）
日の光の届かない地底湖。
龍雅城（りゅうがじょう）
龍雅湖の畔にたたずむ黒龍神の城。頭上の灯りは妖怪・釣瓶火で、城内にも配下の妖怪が大量に居住している。
極龍洞（ごくりゅうどう）
龍雅家に伝わる古代の闘技場。朧の転送術でも極龍洞からの脱出は不可能。

ラフィーネ女学院（ラフィーネじょがくいん）
良家の子女たちが通う男子禁制の女学院。山頂に立つ城のような立派な校舎が特徴。
一部の生徒で交霊術が流行し、そのころから学院内で突然奇妙な音が鳴ったり、机に足跡がついていたりということが起こり、交霊術によって召喚された悪霊の仕業だと噂されていた。

緋扇邸（ひおうぎてい）
京都にあるかるらの実家。建物全体に結界が張られている。東側には地下牢があり、西側にはかるらの自室がある。
仙石中学校（せんごくちゅうがっこう）
有名な不良学校で、通称「ゴクチュー」。芹や紫音はここの出身である。

星流神社（せいりゅうじんじゃ）
縁結びの神様を祀っている神社。恋愛運を占う恋みくじがあり、恋みくじで一緒に大吉を引いた男女は永遠に結ばれるという伝説がある。

あまつひの家
社会福祉法人施設。小学生のコガラシが育った場所でもある。

### 霊関連
悪霊（あくりょう）
人魂を纏っている霊の総称。永い孤独から本来の姿を失う霊が多いが、生前の姿を維持している霊もいる。自身より弱い霊を無理矢理人魂化して纏うが、悪霊と悟られないよう霊体内や足下に隠す霊もいる。
人魂（ひとだま）
自我を失った霊の姿。

霊気（れいき）
霊や霊能力者だけでなくすべての人間が発している。その霊気を操るのは人の思念で、人が何かを思った時霊気がほんの少しだけその何かに送りこまれる。
霊子線（れいしせん）
なんらかの術を用いるとき術者と対象物を結んで霊気を伝える電線みたいなもの。幽体と肉体を繋いでたりもする。「シルバーコード」「霊の緒（たまのお）」とも呼ばれている。
交霊術（こうれいじゅつ）
コックリさんやクリーチャーゲームと同じ、霊を召喚して人の運命や秘密について聞くという占いのような遊び。交霊術により呼び出した霊を霊界に還すには、術者本人が霊を還す儀式を行うこと。
霊波紋（れいはもん）
個人ごとに異なる霊気の指紋のようなもの。死後も波紋が変わることはない。
幽体（ゆうたい）
透明人間みたいなもので、物に触れたり、温泉で熱さを感じたり濡れたりできる。
霊体（れいたい）
どんな物でも身体をすり抜ける。霊能力者であれば触れることが可能。

### 誅魔忍関連
誅魔忍軍（ちゅうまにんぐん）
闇夜に紛れ人に仇なす暴虐非道の妖怪共に神秘霊妙の奥義をもって天誅を下す女性の霊能忍者集団。誅魔忍は基本的に女しかなれない。誅魔忍軍では手に負えんと判断した霊的存在を神と称している。誅魔忍の忍具は霊気を具現化したもので、人間には刺さっても痛いだけでほぼ無傷で済む。呪いには耐性がある。
強みは日本全土に支部を置けるだけの動員数と組織力である。構成人数は約5000。一般的な誅魔忍の平均霊力値は100前後で、誅魔忍軍全体としての霊力値は50万強。

しのび祭り（しのびまつり）
誅魔の里で行われる祭りであるが、裏の顔は全国の誅魔忍軍が里帰りする時期に霊力の強い嫁を求め日本中から霊能力者が集まる「霊能力者の婚活の場」でもある。

誅魔忍軍ストア（ちゅうまにんぐんストア）
魔眼封じのコンタクトや現身コンタクトなどが売られている。夢咲春夢がよく利用している。

### 妖怪
猫神（ねこがみ）
気まぐれに人間を宿主とし、宿主に様々な力を与えるが、誅魔忍軍では基本的には無害とされている妖怪。宿主を守る習性がある。年を経ると、人の言葉を喋れるようになる。

ヒュドラアナゴ
沖合水深300メートル超の海底の中から触手を生やし、女の水着を剥ぎ取る妖怪。
鬼蜂（おにばち）
誅魔忍軍危険指定妖怪で、成蟲になると人間の霊気を集めて回る厄介な蟲。
縁切鋏（えんきりばさみ）
その呪いを受けたら想い人との縁を断ち切られる。想い人の顔を見ることも、声を聴くことも、手紙を受け取ることすらできなくなる。
夜叉鮟鱇（やしゃあんこう）
迷い込んだ女をあられもない姿にして、男を誘い込む。丸呑みにした男を体液で包んでコーティングし、己の体に寄生させ、ゆっくりと時間をかけその精気を吸い取っていく。女は食わず、腹が満たされ用なしになった女は排除される。
蛸入道（たこにゅうどう）
蛸の妖怪。縁結びの神社の周辺を荒らしている。複数存在し、岩に擬態して隠れることもできる。
嵐蝗（アラシイナゴ）
蝗の妖怪。大量に飛び交い、周囲を喰い荒らす。

### 組織
御三家（ごさんけ）
強力な霊的存在の家系「宵ノ坂」「天狐」「八咫鋼」の三家。
三家は霊的存在の天下統一を目指し千年以上ものあいだ、三竦みの状態を続けていると言われていたが、いつのころからか八咫鋼の血筋が途絶えたという噂が立ち、これによって均衡が崩れ始めた。そして約2年前の関ヶ原にて天狐を総大将とする東の妖怪と、宵ノ坂を総大将とする西の妖怪による天下分け目の合戦がおこなわれたが、戦いの火蓋が切られた直後に滅んだはずの八咫鋼が突如現れ戦争を止めた。
宵ノ坂（よいのざか）
西軍の総大将を務める一族。酒などの飲食物を自身の霊力に変換することで、神々をも超える力を発揮し、この特性ゆえにどれほど飲食しても泥酔したり肥満になることはない。酒は2日間以内であれば呑み貯めることができ、一部の者は体表から直接摂取することも可能で、一度の摂取量を大幅に増やすことができる。
回復手段の有利さからくる圧倒的に強大な霊力と、手の内を見せず日がわかっていれば事前に戦闘準備しておく狡猾さ・周到さとを両方併せ持っていることが、気性の荒い西軍の妖怪たちを束ねる統率力につながっている。
天狐（てんこ）
妖狐をその身に宿す狐憑きの一族。天狐の血は憑いた妖狐の霊力を爆発的に増強し、その力をもって関東一圓の妖怪を総べてきた。天狐一族は依り代としてその肉体を数多の妖狐から狙われている。
ほかの御三家に比べ個々の力は弱いが、長きにわたる術の研鑽と一族の総力を高めんがため分家を増やし続けた結果、御三家に数えられる一族となった。しかし分家を作りすぎた弊害で反逆者が現れ、あらゆる術を無効化する霊装結界の術がほかの御三家に渡り、術特化の天狐家は彼らとの争いを避け異界に身を潜めるようになった。
日本の平和の為に行動すると謳ってはいるものの、実際は自分達天狐一族によって独裁する事を望んでおり、宵ノ坂や八咫鋼を始めとした自分達の脅威になり得る力を持った者全てを徹底的に排除しようとする等、目的の為に一切手段を選ばない。
八咫鋼（やたはがね）
人間でありながら一子相伝の秘術によって神々をも凌駕する霊力を発揮する一族。6代目継承者である逢牙が死亡したことで一族の血縁は途絶えているが、その術は弟子であるコガラシが7代目として継承する。

黒衣機関（くろえきかん）
世界を護るために暗躍する組織。八咫鋼とは100年以上前から協力関係にある。3年前の餓爛洞討伐のとき超越者を集めた。

### 技・術
霊装結界（れいそうけっかい）
衣服状で身体を覆い、身に着けている限り、外部からのあらゆる術や物理的なダメージを無効化する結界。外部からの物理的な攻撃を受けると、ダメージはないが衝撃や痛みは感じる。また、内部からの術は通す。霊装結界同士をぶつけると小さな穴が空く。
反転霊装結界（はんてんれいそうけっかい）
霊装結界を裏返しにすると外部からの霊撃で霊装結界を削ることは不可能で、霊子通信も使えなくなる。

転送術（てんそうじゅつ）
離れた空間同士を一瞬で移動する術。ハワイや絶海の孤島など、極端に離れた場所であっても瞬時に移動できる。朧の刀で空間を切り裂く空間跳躍、誅魔忍軍の転送霊符や霊符玉、かるら・スズツキらの神足通、幽奈の転送紋など、術者によって転送のしかたや転送先、使用する道具の有無などにバリエーションがある。かるらは神足通と天眼通とを組み合わせることで、転送術の穴を介して、離れた場所から相手を霊撃で攻撃することもできる。

支離式の儀（しりしきのぎ）
男を絶対服従の奴隷と化す恐ろしい呪術。どんな理不尽な命令であろうと嫁に逆らうことはできなくなり、身や心が朽ちようと死ぬまで嫁に尽くし続けるという。その儀式は結婚式のかたちで執りおこなわれ、一度結ばれたら最後、術者にすら解除不能の最高位呪術。

防御結界（ぼうぎょけっかい）
霊力で自分の身体を守る結界。使える霊能力者は多い。いかに強固な防御結界とて光や音、呼吸までは遮ることはできない。

極龍如水（ごくりゅうみずのごとし）
極龍洞に伝わる龍雅家の秘術。己の肉体を液状化させ攻撃を無効にする。

不壊露悶反転の術（ふえろもんはんてんのじゅつ）
あらゆる者から男と認識されなくなる精神操作の術。

霊降雨（たまふるあめ）
雨野流誅魔忍術治癒奥義。全身の肌と肌を密着させて他者に霊力を供給する術。

錬成無極（れんせいむきょく）
八咫鋼の秘術。霊撃をくらえばくらうほど鍛え上げられ、無限に強くなれる術。ただし、実際は術者の肉体が貯蔵できる霊力値の上限を上げるだけなので、実際に使う霊力は外部から調達しなければならない。

雨垂れ拍子（あまだれびょうし）
雨野流誅魔忍術。全方向に微量な霊気を発し、半径500メートル以内の霊的存在を探る術。

餓爛洞（ガランドウ）
本来は悪霊封印の術として生み出されたが、副作用である不老不死の特性に目を付けた白叡に悪用され、人・神・妖怪・幽霊あらゆる者の霊魂を喰らい成長する大悪霊として世間に認識されている。
約100年前の帝都に現れ猛威を振るったが、日本中の霊能力者や神々や妖怪たちの多大な犠牲によって倒された。逢牙や先代黒龍神もこの戦いで命を落とした。
3年前には月の裏側で強大化した状態で復活し、超越者たちを次々と屠っていった。当時の最大霊力値は約1億。仲間の超越者たちの霊力を一身に集めたコガラシの「霊・鋼・絶・覇」を受けて消滅したとされていたが、逢牙たちの調査で健在であることが確認される。
天狐家との戦いでは、雪崩が餓爛洞を多数試作しており、霊力回復の時間稼ぎのため、それらを凛々愛に託す。試作餓爛洞は全滅させられるものの、雲雀は戦闘不能に、幽奈・狭霧・かるらは霊装結界が纏えないほどに霊力を消耗させられる。

雨滴穿石（あめのしたたりいわをもうがつ）
雨野狭霧流誅魔忍術奥義。霊装結界を纏ったナノマシンレベルの極小クナイを、同じ場所に数万発も連続して打ち込むことで、相手の霊装結界に穴を穿つ。

異法結界（いほうけっかい）
対象と術者を一緒に異界の中に包み込み閉じ込める球体状の結界。結界から脱出するには、術者との勝負に勝つなど、決められた条件を満たさなければならない。内部からは、上空を毘沙門亀甲様の文様の透明な壁が覆っているのが見える。結界内は術者の好みや願望が反映された事物・事象（例えば、渋谷の街、プール、運動場など）が展開されており、場所に合わせた服装（水着、体操着、チアユニフォーム、応援団の学ランなど）に強制的に着替えさせられる。結界自体は術者とは独立して稼働しており、術者の動きを封じても脱出することはできず、外部から送り込んだ解除の霊子通信も、中へ入ると結界のルールに縛られ無効化される。

### その他用語
惚れ薬（ほれぐすり）
こゆずが作った化け狸の里に伝わる秘薬。最初に目が合った異性に惚れる薬であるが、その人物がもともと抱いている好意を増幅するだけなので、好意をまったくもたない者には効かない。
福猫祭り（ふくねこまつり）
招き猫の神様に商売繁盛や海運招福を祈るお祭り。毎年、普段は人間に憑いている猫神達が依代を離れ福猫神社で猫神の集会をおこなっている。

女将さんコレクション（おかみさんコレクション）
ヘンなモノを集めるのが好きな悪戯好きのゆらぎ荘の女将さんが、旅館ゆらぎ庵を畳み世界中を旅して回る中で、趣味で個人的に集めた秘蔵霊具のコレクション。主に、裏の蔵の中から見つかることが多い。見つかった新たな霊具が宅配で届くこともある。
妖怪双六（ようかいすごろく）
誰かがゴールするまで決してもとの世界に帰れない呪われた双六。ゲームのルールは守られておりゴールすれば帰れるが、各マスのイベントが少々卑猥である。あがりマスぴったりに止まらないとゴールにはならない。
星に願いをカード（ほしにねがいをカード）
願いを書いてクリスマスツリーに飾ると、どんな願い事でも星のまたたくあいだだけ叶うクリスマスカード。
若返りの水（わかがえりのみず）
浴びると若返る伝説の泉の水。身体年齢が実年齢の三分の二程度まで退行するほか、記憶までその年齢当時のものとなる。効果は約半日程度。
妖怪ウォーターガンサバイバルゲーム（ようかいウォーターガンサバイバルゲーム）
「うぉぉたぁさばげぇ」と書かれた箱を開け、「始」ボタンを押すとゲームが始まる。転んでもけがをせず、水に落ちても溺れたりしない絶対安全のゲーム。このゲームに入った女性は青いビキニに白Tシャツ・ホットパンツ姿、男性は水鉄砲に変化する。水鉄砲の水は衣服や装飾品だけを溶かすもので、その水鉄砲で女性同士が最後のひとりになるまで撃ち合うバトル・ロワイアル。タンクの水と制限時間は無制限で、全裸になった時点で敗北となる。優勝賞品は惚れ薬。
霊能くすり湯 温浪漫（れいのうくすりゆ おんろまん）
お風呂の湯を桃色に変える入浴剤。説明書きがかすれてよく読めないが、缶自体が使用者の霊力を使い、お湯を理性が蕩けるほど強力な惚れ薬に変える効果がある。
乳張メロンパイ（にゅうばりメロンパイ）
食べてしばらくすると胸が大きくなるお菓子。遅効性。大きくなった胸は他人に揉まれると小さくなるが、効果が切れるまでは、胸を揉むのをやめると再び大きくなり続ける。
霊能力修行法の巻物（れいのうりょくしゅぎょうほうのまきもの）
霊力を飛躍的に上昇させる修業をすることができる巻物。巻物をほどくと、異界の東屋に飛ばされ、チャイナ風の施術着に着替えさせられる。男女の組で、巻物に記されている通りの少々卑猥な体勢を取りながら、マッサージを施術し合うことで、一時的な（1週間程度持続する）霊力アップの効果が得られる。お互いを施術し終えると、元いた世界に戻ることができる。
アルティメット野球拳（アルティメットやきゅうけん）
「あるてぃめっと野球拳」と書かれた箱を開けるとゲームが始まる。勝負は上空のドローン撮影で写真判定される。ジャンケンに負けると1枚脱衣、あいこで全員が1枚脱衣、着替えをしてもさせても退場、着替えさせられた場合は3枚脱衣、ジャンケンの手を出さないと2枚脱衣、他者の手を妨害すると退場となる。全裸になったら脱落となり、優勝者にはどんな願いでもひとつだけ叶う究極の幸運が与えられる。
豪傑変化之術のお札（ごうけつへんげのじゅつのおふだ）
相手の外見を筋肉質で体毛が濃い中年男性に変化させる木のお札。札を相手に向かって振り下ろすことで、時間経過後に効果があらわれる。術者の能力にもよるが、半日程度で効果が切れるようである。

デザイアクエスト
とあるアマチュアのクリエイターが作ったゲーム。公開直前に不摂生が祟って製作者が死亡し、誰かにプレイして欲しかったという製作者の未練から呪いのゲームと化した。
そして未公開のはずのそのゲームはプレイヤーを求めて、時折アマチュアゲーム配信サイトに出現することがあるという。使用できる技が卑猥。
兵藤（勇者）、コガラシ（魔法使い）、幽奈（僧侶）、雲雀（武闘家）の4人でプレイし、現実世界での強さや能力はそのまま使用でき、なんとか魔王を倒した。
第二章は「デザイアクエスト 〜歪んだ現実と終わらぬ悪夢〜」で、この呪いのゲームから抜け出すまで数十時間かかるものの、全員大いに楽しんだ。

湯煙高校七不思議（ゆけむりこうこうななふしぎ）
湯煙高校内で起こるとされる七不思議。これまでに四つがレポートとして報告されている。
魔の前屈階段（まのぜんくつかいだん）
階段下に男子がいるとき、上にいる女子のスカートのなかの下着が露出するパンチラが起こる階段。犯人はウワサそのもので、霊気によりウワサが現実化するというきわめてまれな現象が起きている。
ウワサ自体を変えるインパクトとして、コガラシ、兵藤、1年男子生徒2人の計4人が女装してパンチラしたことで、女装男子がパンチラしてしまう魔の階段として長く語り継がれるようになる。
画集「赤い紐」（がしゅう あかいひも）
図書室のどこかにある、人肌のような手触りの装丁がされた人物画の本。本を開くとその場の者の服装を赤いマイクロビキニに変化させ、閉じると服装はもとに戻るが、次の瞬間、画集は消え図書室の本棚の何処かに移動してしまう。蔵書リストの記録では、紛失あつかいになっている。正体は、自身の欲望を叩きつけた画家の念と、その画集を観た学生たちの欲望の念が共鳴し合い、怪奇現象を起こすようになった付喪神。
夢咲春夢が、本が閉じられる夢を画集に魔眼で見せ、閉じたあとにどこに出現するのかを夢の中で丸一日かけて探し出し、画集が目を覚まして夢を忘れたあとに本を閉じて、夢の中の場所から画集を見つけてうららに引き渡す。
真実のカメラ（しんじつのカメラ）
つぶれた写真部の備品に埋もれたデジタル一眼レフカメラ。シャッターを切ると被写体のハダカを写すことができる。
なずなたちからカメラを託された兵藤は、魔が差して屋上から千紗希と狭霧の盗撮を試みたが、シャッターを切った後、友情を裏切りかけた罪悪感に苛まれた末、撮った写真を見る前に消した。その後、不良たちにカメラが拾われ悪用されそうになったところを兵藤が身を張って防ぎ、駆けつけた芹と紫音が取り押さえて事無きを得た。
獄寒の体育倉庫（ごっかんのたいいくそうこ）
嵐の日に、体育倉庫が停電し鍵がかかって閉じ込められ、倉庫内が冷え込む現象。閉じ込められた者は無性にハダカで温め合いたくなり、そうしないとその後数日風邪で寝込むことになる。体育倉庫に女子と閉じ込められたい男子の怨念が具現化したもので、出現する天候条件が判明したことで、うららにより封じられる。

湯煙温泉卿フェス（ゆけむりおんせんきょうフェス）
音楽ライブと温泉郷を一緒に楽しんでもらうという企画。
ダイビングハート
歌：トゥインクルス。作詞・作曲：北条マキ。
妖怪ツイスター（ようかいツイスター）
女将さんコレクションのボードゲームと同じ作者により作られたと思われるゲーム。「ついすたぁげぇむ」と書かれた箱を開けるとゲームが始まる。ゲーム内容はツイスターだが、対戦ではなく、全員の手足がすべての色に置かれた状態になればクリアできる協力ゲーム。お手付きすると元の体勢のまま1枚脱衣、脱衣中にお手付きするとさらに1枚脱衣、3分以内に脱衣できない・脱げる服が無くなった状態でお手付きするとゲームオーバーで最初からやり直しとなる。

超越者（ちょうえつしゃ）
日本の御三家のような規格外の霊力を有する者たちのこと。修業だけで到達できる領域ではないとされる、あまたの神仙を逸脱した力をもつ最強の霊的存在。3年前の餓爛洞戦で集まった超越者の平均霊力値は約700万。

霊子結晶（れいしけっしょう）
霊力を回復させる石。サイズに比例して回復量も多くなるが、使用するには霊装結界を解除する必要がある。
充霊石（じゅうれいせき）
武術大会の優勝賞品。霊子結晶を加工したもので、身につけていると霊力を溜められる石。
霊能力封じの水晶玉（れいのうりょくふうじのすいしょうだま）
コガラシの霊能力を封印しかけた霊具。誅魔の里の蔵に保管されていたが、酌人に盗まれる。本来の歴史ではこれによってコガラシの霊能力が封印されてしまうが、予知夢を聞かされた幽奈によって破壊される。

## その他
連載誌にはミニコーナー『ゆらぎ荘回覧板』が掲載されている。
同連載誌の『ぼくたちは勉強ができない』とはラブコメ枠同士でコラボが複数回行われている。2018年11号では岡田結実が幽奈に扮装したグラビアが掲載された。2019年11号では『早乙女姉妹は漫画のためなら!?』とのコラボ漫画11ページが掲載された。漫☆画太郎との異色コラボ漫画『ゆらぎ荘の漫奈さん』がジャンプGIGA2018冬1号に掲載され15巻に収録された。
ジャンプ連載時、電子版だけの特典として当該話のカラー版が掲載されていた。着色はJネットワークスが担当。2018年を最後に掲載終了している。
翻訳英語版タイトルは『Yuuna and the Haunted Hot Springs』。単行本がセブンシーズ・エンターテインメントから2018年3月から刊行開始している。他のジャンプ連載陣がビズメディアから刊行されている状況とは扱いが異なっており、また英語版週刊少年ジャンプにも掲載対象外で載っていない。※他のお色気漫画にも同様の扱いを受けているものがある。

## 論争
2017年7月3日発売の『週刊少年ジャンプ』31号に掲載されたキャラクター人気投票結果発表で描かれた男であるコガラシがヒロインの胸をつかんだりほとんど全裸の女性キャラクターたちの表現に巡って論争が起きた。
太田啓子弁護士は「少年誌上でセクハラを娯楽として描くのは問題」と批判し週刊少年ジャンプ編集部への抗議を呼びかけた。牟田和恵大阪大学教授も「こうして子供のころから、女性をただ性的対象物として見ること、嫌がっている相手の意思を無視して裸にし性的行為を行うのが普通のことだと学んでいくんですね」と苦言を呈した。
吉村和真はジャンプのテーマ友情努力勝利の裏にはいつもエログロナンセンスがあり、大人が眉をひそめるような作品がパワーになっており今回の事例は驚きではなく、表紙と連動するようなことは珍しく戦略的な意味合いによるもので部数減少に対する危機感もあるかもしれない可能性を指摘、北原みのりは性差別的な考えが一般作で当たり前に表現されたことは衝撃で、今回の事例を女性の人権の観点から性描写について社会で考えるきかっけになって欲しく、女性の裸や恥じらい表情に見慣れてそれに対して鈍くなり過ぎているのが現状で「エロの表現の自由」の観点に固執して男性の性に寛容すぎるがゆえに女性の尊厳を奪い、男女の性的関係の歪さができることに繋がっているとの考えで、子供にエロを見せてはいけない話で止めてはいけないとした。
一方、美術家のろくでなし子も子供にお色気漫画を読ませないのは親のエゴであると批判し、規制より性教育が重要だと説いた。漫画家の江川達也が当作の表現をハレンチ学園（永井豪）と比べ「ぬるすぎて、ぬるすぎて、居眠りするレベル」と評した上、「禁止する者は、子供の能力を低く見ている」「禁止を語る人は、相当知能が低い教育を受けてきたのだろう」と批判派を痛罵した。
なお、当該表現が「性暴力的な表現」にあたるのか否かについては、三浦義隆弁護士は「『ラッキースケベ』をセクハラ・性暴力描写というのは無理がある」と主張する一方で、ジャーナリストの志葉玲は「日本の漫画やアニメによくある『ラッキースケベ』って、合意がないという点で、エロじゃなく、セクハラだからね」と主張している。

## 書誌情報
- ミウラタダヒロ 『ゆらぎ荘の幽奈さん』 集英社〈ジャンプ・コミックス〉、全24巻
  1. 「ゆらぎ荘の幽奈さん」2016年6月8日第1刷発行（6月3日発売[単 2]）、ISBN 978-4-08-880715-7
  2. 「幽奈さんとこゆずの神隠し」2016年8月9日第1刷発行（8月4日発売[単 3]）、ISBN 978-4-08-880754-6
  3. 「ゆらぎ荘の千紗希さん」2016年10月9日第1刷発行（10月4日発売[単 4]）、ISBN 978-4-08-880794-2
  4. 「チークダンスと幽奈さん」2016年12月7日第1刷発行（12月2日発売[単 5]）、ISBN 978-4-08-880825-3
  5. 「ゆらぎ荘の雲雀ちゃん」2017年4月9日第1刷発行（4月4日発売[単 6]）、ISBN 978-4-08-881025-6
  6. 「幽奈さんと制服デート」2017年7月9日第1刷発行（7月4日発売[単 7]）、ISBN 978-4-08-881075-1
  7. 「コガラシ救出大作戦」2017年9月9日第1刷発行（9月4日発売[単 8]）、ISBN 978-4-08-881201-4
  8. 「バレンタイン狂想曲」2017年11月7日第1刷発行（11月2日発売[単 9]）、ISBN 978-4-08-881220-5
  9. 「ホワイトデー幻想曲」2018年1月9日第1刷発行（1月4日発売[単 10]）、ISBN 978-4-08-881316-5
  10. 「大奮闘のマトラさん」2018年4月9日第1刷発行（4月4日発売[単 11]）、ISBN 978-4-08-881354-7
  11. 「ドキッだらけのお泊り」2018年7月9日第1刷発行（7月4日発売[単 12]）、ISBN 978-4-08-881398-1
    - アニメBD同梱完全受注限定版 同日発売[単 13]、ISBN 978-4-08-908311-6

  12. 「ストップ!!できない雲雀ちゃん！」2018年10月9日第1刷発行（10月4日発売[単 14]）、ISBN 978-4-08-881590-9
    - アニメBD同梱完全受注限定版 同日発売[単 13]、ISBN 978-4-08-908312-3

  13. 「レッツファイト！ゆらぎ荘」2018年12月9日第1刷発行（12月4日発売[単 15]）、ISBN 978-4-08-881665-4
    - アニメBD同梱完全受注限定版 同日発売[単 13]、ISBN 978-4-08-908340-6

  14. 「コガラシと師匠」2019年2月9日第1刷発行（2月4日発売[単 16]）、ISBN 978-4-08-881718-7
  15. 「天狐幻流斎な幽奈さん」2019年4月9日第1刷発行（4月4日発売[単 17]）、ISBN 978-4-08-881794-1
  16. 「不器用な狭霧さん」2019年6月9日第1刷発行（6月4日発売[単 18]）、ISBN 978-4-08-881864-1
  17. 「時をかける千紗希さん」2019年8月7日第1刷発行（8月2日発売[単 19]）、ISBN 978-4-08-882019-4
  18. 「ちっちゃい頃のコガラシ君」2019年10月9日第1刷発行（10月4日発売[単 1]）、ISBN 978-4-08-882079-8
  19. 「大いなる危機とコガラシくん」2019年12月9日第1刷発行（12月4日発売[単 20]）、ISBN 978-4-08-882142-9
  20. 「ゆらぎ荘秋の大運動会開幕！」2020年2月9日第1刷発行（2月4日発売[単 21]）、ISBN 978-4-08-882202-0
  21. 「いめちぇん！夢咲先生」2020年4月8日第1刷発行（4月3日発売[単 22]）、ISBN 978-4-08-882251-8
  22. 「幽奈さん、伝える」2020年6月9日第1刷発行（6月4日発売[単 23]）、ISBN 978-4-08-882333-1
  23. 「幽奈さん、思い出す」2020年9月9日第1刷発行（9月4日発売[単 24]）、ISBN 978-4-08-882406-2
  24. 「ゆらぎ荘の幽奈さん」2020年12月9日第1刷発行（12月4日発売[単 25]）、ISBN 978-4-08-882496-3
    - アニメBD同梱版 同日発売[単 26]、ISBN 978-4-08-908385-7

通常単行本とは別に、デジタル着色によるフルカラー版が電子書籍のみ刊行されている。2019年12月・11巻。10巻以降はしばらく途絶えていたが再開した。

## テレビアニメ
『週刊少年ジャンプ』2017年50号にてアニメ化が発表され、2018年7月から9月にかけてTOKYO MXほかにて放送された。ナレーションは日笠陽子。
日本国外においては、Crunchyrollが北アメリカ向けに本作の配信を行っており、MVMエンターテインメントがイギリスとアイルランドへの本作の配給権を取得している。
原作単行本第11巻から13巻および24巻にはOVAが付属する。なお、OVA第4巻（原作単行本第24巻に同封）はテレビアニメの制作を手掛けたXEBECの解散後に製作されており、シグナル・エムディが制作を引き継いでいる。

### スタッフ
- 原作 - ミウラタダヒロ[4]
- 監督 - 長澤剛[4]
- シリーズ構成 - 子安秀明[4]
- キャラクターデザイン - 竹谷今日子[4]
- 総作画監督 - 竹谷今日子、高見明男
- プロップデザイン - 原由知（第3話以降）
- 美術監督 - 甲斐政俊
- 美術設定 - 田中俊成、島村大輔
- 色彩設定 - 伴夏代
- 撮影監督 - 浅黄康裕
- 編集 - 坪根健太郎
- 音響監督 - 明田川仁[4]
- 音楽 - 菊谷知樹[4]
- 音楽プロデューサー - 山内真治
- 音楽制作 - ANIPLEX
- プロデューサー - 中山信宏、末吉孝充、大和田智之、草壁匠、皆川護（OVA）
- アニメーションプロデューサー - 皆川護
- アニメーション制作 - XEBEC[4]、SIGNAL.MD.（OAD4巻）[16]。
- 製作 - ゆらぎ荘の幽奈さん製作委員会（ANIPLEX、集英社、BS11、XEBEC）

### 主題歌
「桃色タイフーン」
春奈るなによるオープニングテーマ。作詞は大塚利恵、作曲は藤井万利子、編曲はSaku。第12話のみエンディング位置で使用。
「Happen〜木枯らしに吹かれて〜」
湯ノ花幽奈（島袋美由利）、宮崎千紗希（鈴木絵理）、雨野狭霧（高橋李依）によるエンディングテーマ。作詞は川田まみ、作曲・編曲は中沢伴行。第12話を除く全話で使用された。
「JIRIRIN〜わがままな果実〜」
OAD3巻収録の話数にて使用された挿入歌。作詞はうらん、作曲・編曲は菊谷知樹、歌は湯ノ花幽奈（島袋美由利）、宮崎千紗希（鈴木絵理）、神刀朧（小松未可子）、信楽こゆず（春野杏）。

### 各話リスト
| 話数      | サブタイトル                | 脚本       | 絵コンテ          | 演出              | 作画監督                                                             |
| --------- | --------------------------- | ---------- | ----------------- | ----------------- | -------------------------------------------------------------------- |
| OAD1巻    | ゆらぎ荘にようこそ          | 子安秀明   | 長澤剛            | 比久保弘之        | 竹谷今日子 星野守 吉田和香子 金海淑 朴昌煥                           |
| OAD1巻    | コガラシ泡となる            | 子安秀明   | 宮浦栗生          | 山中祥平          | 高見明男                                                             |
| 第1話     | ゆらぎ荘の幽奈さん          | 子安秀明   | 宮浦栗生          | 大西健太          | 星野守 清水陽一 加藤初重 斎藤大輔                                    |
| 第2話     | 温泉卓球の幽奈さん          | 子安秀明   | 室谷靖            | 藤本義孝          | 谷口義明 桜井正明 飯飼一幸 藤田正幸 高見明男                         |
| 第3話     | 幽奈さん学校へゆく          | 子安秀明   | 宮浦栗生          | 大庭秀昭          | 粟井重紀 冨田佳亨 亀田朋幸 津熊健徳 加藤初重                         |
| 第4話     | 妖怪ウォッチング！狭霧さん  | 石田健幸   | 米田光宏          | 米田光宏          | 関口雅浩 舘崎大 室山祥子 古林杏子                                    |
| 第4話     | 夜々、おそるおそる          | 石田健幸   | 米田光宏          | 米田光宏          | 関口雅浩 舘崎大 室山祥子 古林杏子                                    |
| 第5話     | 幽奈さんの身体測定          | 松村ゆかり | 宮浦栗生          | 上田繁            | 高木潤 水竹修治 荻原みちる 和田勝之                                  |
| 第5話     | 修羅場の呑子さん            | 松村ゆかり | 宮浦栗生          | 上田繁            | 高木潤 水竹修治 荻原みちる 和田勝之                                  |
| 第6話     | 仲居さんの秘密の冒険        | 丸川直子   | 山田雅之          | 山田雅之          | 三橋桜子 谷口義明 飯飼一幸 東島久志 清水陽一 藤田正幸 永田善敬       |
| 第6話     | 幽奈さんと甘い休日          | 丸川直子   | 山田雅之          | 山田雅之          | 三橋桜子 谷口義明 飯飼一幸 東島久志 清水陽一 藤田正幸 永田善敬       |
| 第7話     | 幽奈さんの神隠し            | 子安秀明   | 西田正義          | 草壁匠 中西陽介   | 新井達也 永田善敬 古林杏子 加藤初重 藤田正幸                         |
| 第8話     | 手段を選ばない朧さん        | 子安秀明   | 矢島竜            | 泉明宏            | 石本英治 泉明宏 高橋徳詔 優利                                        |
| 第9話     | ゆらぎ荘の千紗希さん        | 石田健幸   | 大庭秀昭          | 大庭秀昭          | 松本文男 栗井重紀 岡辰也 冨田佳亨 津熊健徳 齋藤香織                  |
| 第10話    | 攻め過ぎる狭霧さん          | 子安秀明   | 大西健太 吉川博明 | 大西健太          | 谷口義明 古林杏子 東島久志 加藤弘将 永田善敬 高見明男                |
| 第10話    | 臨海学校とコガラシくん      | 子安秀明   | 大西健太 吉川博明 | 大西健太          | 谷口義明 古林杏子 東島久志 加藤弘将 永田善敬 高見明男                |
| 第11話    | チークダンスと幽奈さん      | 子安秀明   | 吉川博明          | 広嶋秀樹 飯村正之 | 岡田万衣子 渡辺佳奈子 田中誠輝 飯飼一幸 吉田和香子 藤田正幸 新井達也 |
| 第11話    | 期末テストと狭霧さん        | 子安秀明   | 吉川博明          | 広嶋秀樹 飯村正之 | 岡田万衣子 渡辺佳奈子 田中誠輝 飯飼一幸 吉田和香子 藤田正幸 新井達也 |
| 第12話    | ゆらぎ荘と幽奈さんと        | 子安秀明   | 大槻敦史          | 上田繁 泉明宏     | 萩原みちる 森川侑紀 藤井文乃 泉明宏 石本英治 FEI YA 優利動画         |
| OAD2巻    | ゆらぎ荘の朧さん            | 丸川直子   | 大槻敦史          | 藤代和也          | 鈴木奈都子 那花優統 さえのり                                         |
| OAD2巻    | 宮崎親子とこゆずちゃん      | 丸川直子   | 大槻敦史          | 藤代和也          | 荒木裕                                                               |
| OAD3巻    | 夜々と猫じゃらし            | 石田健幸   | 西田正義          | 泉明宏            | 石本英二 趙菲婭 蘭彦牟                                               |
| OAD3巻    | 朧さんは2推しでいい         | 石田健幸   | 西田正義          | 長澤剛            | 古林杏子 加藤弘将                                                    |
| OAD FINAL | 呪われのコガラシ            | 子安秀明   | 吉川博明          | 白幡良志之        | 竹谷今日子                                                           |
| OAD FINAL | ギリギリ!? 温泉ハプニング！ | 子安秀明   | 吉川博明          | 長澤剛            | 高見明男                                                             |

### 放送局
| 放送期間                | 放送時間                     | 放送局       | 対象地域 | 備考                             |
| ----------------------- | ---------------------------- | ------------ | -------- | -------------------------------- |
| 2018年7月14日 - 9月29日 | 土曜 23:30 - 日曜 0:00       | TOKYO MX     | 東京都   |                                  |
|                         |                              | とちぎテレビ | 栃木県   |                                  |
|                         |                              | 群馬テレビ   | 群馬県   |                                  |
|                         |                              | BS11         | 日本全域 | 製作参加 / BS放送 / 『ANIME+』枠 |
| 2018年7月15日 - 9月30日 | 日曜 1:00 - 1:30（土曜深夜） | KBS京都      | 京都府   |                                  |
|                         |                              | サンテレビ   | 兵庫県   |                                  |
| 2018年7月17日 - 10月2日 | 火曜 1:00 - 1:30（月曜深夜） | 岐阜放送     | 岐阜県   |                                  |
|                         | 火曜 2:05 - 2:35（月曜深夜） | 三重テレビ   | 三重県   |                                  |
|                         | 火曜 23:30 - 水曜 0:00       | AT-X         | 日本全域 | CS放送 / リピート放送あり        |

| 配信開始日    | 配信時間               | 配信サイト |
| ------------- | ---------------------- | --- |
| 2018年7月14日 | 土曜 23:30 - 日曜 0:00 | AbemaTV |
| 2018年7月16日 | 月曜 12:00 更新        | dアニメストア ニコニコチャンネル GYAO! dTV バンダイチャンネル Amazonビデオ ひかりTV U-NEXT アニメ放題 Video Market DMM.com music.jp Hulu |
| 2018年7月17日 | 火曜 0:00 更新         | ニコニコ生放送 auビデオパス J:COMオンデマンド                                                                                            |
| 2018年7月20日 | 順次配信               | ANIMAX on PlayStation® |

### CD
| 発売日        | タイトル                                  | 規格品番   |
| ------------- | ----------------------------------------- | ---------- |
| 2018年7月25日 | Happen〜木枯らしに吹かれて〜／ 湯ノ花幽奈 | SVWC-70351 |
| 2018年7月25日 | Happen〜木枯らしに吹かれて〜／ 宮崎千紗希 | SVWC-70352 |
| 2018年7月25日 | Happen〜木枯らしに吹かれて〜／ 雨野狭霧   | SVWC-70353 |

### BD / DVD
各巻の完全生産限定版特典として、描き下ろしレンチキュラー三方背ケース、描き下ろしデジパック、キャラクターソング（特典CD）、オリジナル・サウンドトラック（特典CD）、特性ブックレット、アイキャッチイラストピンナップがそれぞれ同梱されている。
| 巻  | 発売日         | 収録話                          | 規格品番         | 規格品番      | 特典 | 特典                                                                           |
| 巻  | 発売日         | 収録話                          | BD限定版         | DVD限定版     | CD | 映像                                                                           |
| --- | -------------- | ------------------------------- | ---------------- | ------------- | --- | ------------------------------------------------------------------------------ |
| 1   | 2018年9月26日  | 第1話 - 第2話                   | ANZX-13611/2     | ANZB-13611/2  | キャラクターソング 「はみんぐあうと♪」湯ノ花幽奈（CV.島袋美由利） 「ガーリッシュリズムセンセーション」宮崎千紗希（CV.鈴木絵理）                           | - ノンクレジットオープニング - ノンクレジットエンディング - Web予告 - PV・CM集 |
| 2   | 2018年10月24日 | 第3話 - 第4話                   | ANZX-13613/4     | ANZB-13613/4  | キャラクターソング 「空が晴れるように」雨野狭霧（CV.高橋李依） 「真夜中の恋人」荒覇吐呑子（CV.加隈亜衣）                                                  | - Web予告 - PV・CM集                                                           |
| 3   | 2018年11月28日 | 第5話 - 第6話                   | ANZX-13615/6     | ANZB-13615/6  | オリジナル・サウンドトラック Vol.1 | Web予告                                                                        |
| 4   | 2019年1月30日  | 第7話 - 第8話                   | ANZX-13617/8     | ANZB-13617/8  | キャラクターソング 「心じゃらし」伏黒夜々（CV.小倉唯） 「えぷろまんすがーる」仲居ちとせ（CV.原田彩楓）                                                    | Web予告                                                                        |
| 5   | 2019年2月27日  | 第9話 - 第10話                  | ANZX-13619/20    | ANZB-13619/20 | オリジナル・サウンドトラック Vol.2 | Web予告                                                                        |
| 6   | 2019年3月27日  | 第11話 - 第12話                 | ANZX-13621/2     | ANZB-13621/2  | キャラクターソング 「幻想刀身曲」神刀朧（CV.小松未可子） 「万事オッケー☆」湯ノ花幽奈（CV.島袋美由利）・宮崎千紗希（CV.鈴木絵理）・雨野狭霧（CV.高橋李依） | Web予告                                                                        |
| BOX | 2020年11月25日 | TVシリーズ12話＋OAD第1弾〜第3弾 | ANZX 13771-13775 |               | オリジナル・サウンドトラック | - Web予告 - ノンクレジットOP/ED - PV・CM集                                     |

### Webラジオ
『ゆらぎ荘の美由利さん〜お風呂に入る時はひだりてから〜』が2018年4月13日から12月28日までYouTubeにて配信。パーソナリティは湯ノ花幽奈役の島袋美由利。

## ゲーム
ゆらぎ荘の幽奈さん 湯けむり迷宮（ダンジョン）
PlayStation 4用ゲームとして2018年11月15日にフリューより発売された。ジャンルは「マジでギリギリを攻めるローグライクRPG」。
2024年1月18日には、追加コンテンツを収録した廉価版『ゆらぎ荘の幽奈さん 湯けむり迷宮 極み』がNintendo Switch、PlayStation 5、Steam、iOS、Android向けに発売された。
ゆらぎ荘の幽奈さん ドロロン温泉大紀行！
スマートフォン及びPC向けブラウザゲームとして2019年4月9日にジーゼとディー・エヌ・エーより配信された。対応プラットフォームはMobage、Yahoo!モバゲー、DMM、他。ジャンルは「2DコマンドバトルRPG」。基本無料でアイテム課金あり。2019年12月25日終了。